# 马农维莱
马农维莱（法語：Manonviller，法語發音：[manɔ̃vile]）是法国默尔特-摩泽尔省的一个市镇，属于吕内维尔区。

## 地理
马农维莱（48°35'0"N, 6°39'3"E）面积6.98 平方千米，位于法国大東部大區默尔特-摩泽尔省，该省份为法国东北部内陆省份，是洛林的一部分，北邻比利时、卢森堡，北起顺时针与摩泽尔省、下莱茵省、孚日省和默兹省接壤。
与马农维莱接壤的市镇（或旧市镇、城区）包括：贝纳梅尼勒、栋热万、拉讷沃维尔欧布瓦、蒂耶博梅尼勒、韦奥。

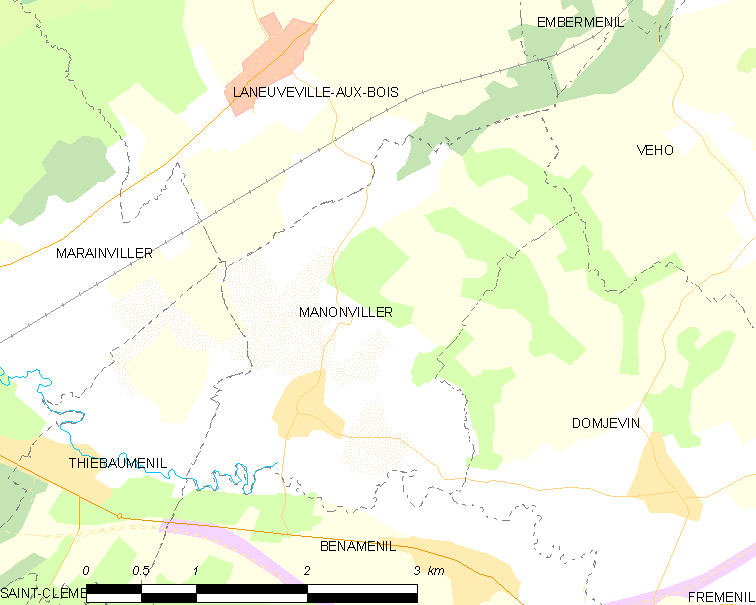
马农维莱的OSM定位图

马农维莱的时区为UTC+01:00、UTC+02:00（夏令时）。

## 行政
马农维莱的邮政编码为54300，INSEE市镇编码为54349。

## 政治
马农维莱所属的省级选区为巴卡拉县。

## 人口

1962-2008年间马农维莱人口变化图示

马农维莱于2022年1月1日时的人口数量为171人。